# Christian Wolff (skladatel)
Christian Wolff (* 8. března 1934) je americký hudební skladatel. Narodil se ve francouzském Nice do rodiny německých literárních vydavatelů. V roce 1941 se přestěhovali do Spojených států amerických. Wolff se stal americkým občanem v roce 1946. Brzy se sal blízkým spolupracovníkem skladatele Johna Cage, který byl rovněž jeho pedagogem. Dále studoval na Harvardově univerzitě. Jeho oborem byla experimentální hudba. Rocková skupina Sonic Youth nahrála na své album SYR4: Goodbye 20th Century z roku 1999 jednu z jeho skladeb.